# Peterskirche (Leidringen)

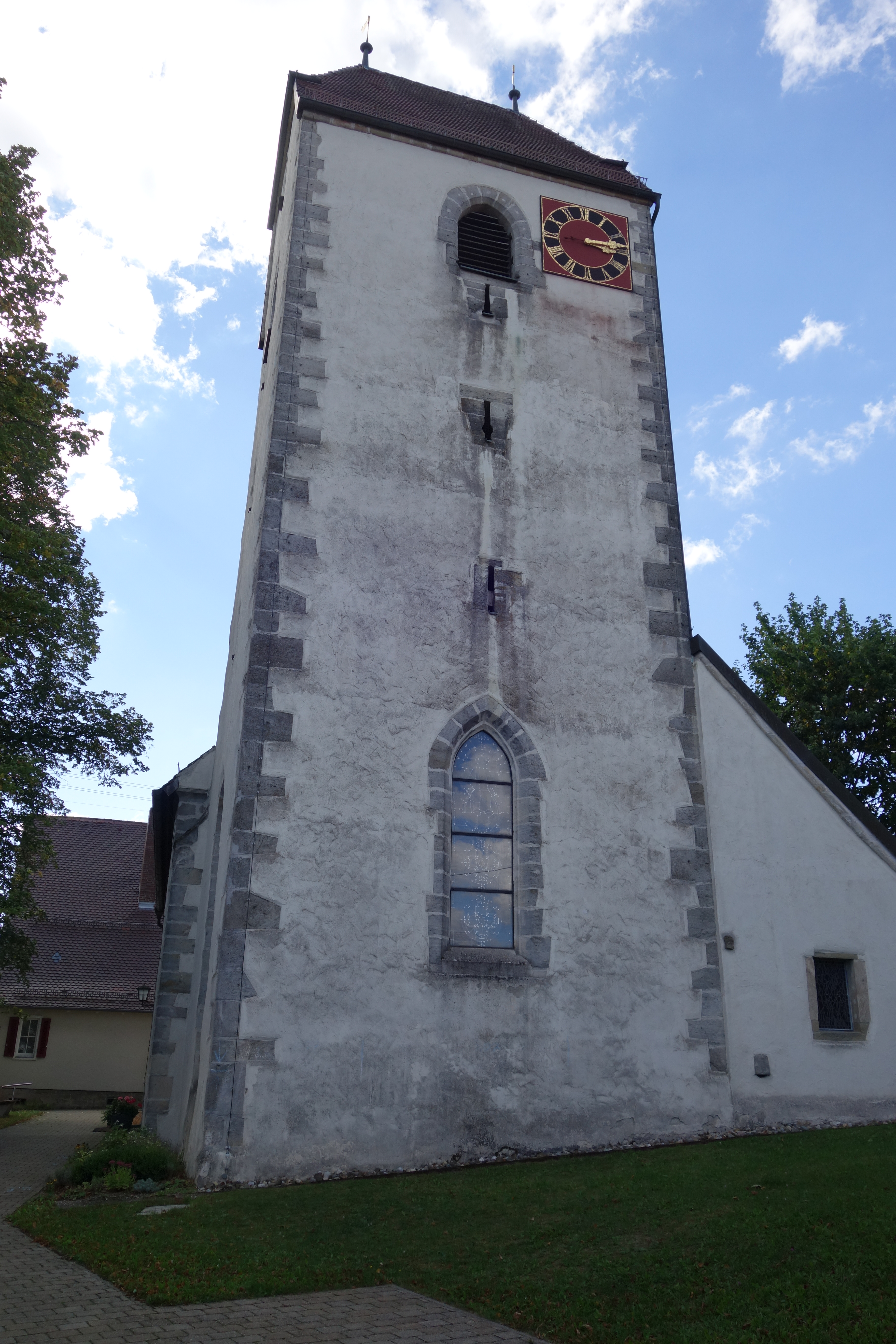

Die Peterskirche in Leidringen, einem Stadtteil von Rosenfeld im baden-württembergischen Zollernalbkreis, ist eine denkmalgeschützte evangelische Pfarrkirche, die in der Mitte des 12. Jahrhunderts erbaut wurde. Sie gehört zur Gesamtkirchengemeinde Leidringen-Rotenzimmern im Kirchenbezirk Sulz am Neckar.

## Geschichte und Architektur
Die Chorturmkirche wurde um 1150 auf der Ruine einer römischen Villa errichtet und hat seither zahlreiche Veränderungen erfahren. Der vorherrschende Stil ist jedoch spätgotisch. Es handelt sich um einen verputzten Saalbau mit Satteldach. Der Chorturm besitzt ein Krüppelwalmdach und weist Schießscharten auf. Der Chorraum ist mit einem bemerkenswerten spätgotischen Netzgewölbe über Konsolfiguren und einem profilierten, gestäbten Chorbogen ausgestattet, das Schiff hat eine hölzerne Kassettendecke.
Die Kirche ist von einem ummauerten Kirchhof umgeben. Die Bruchsteinmauer mit Rundbogenportal ist allerdings seit einiger Zeit baufällig.

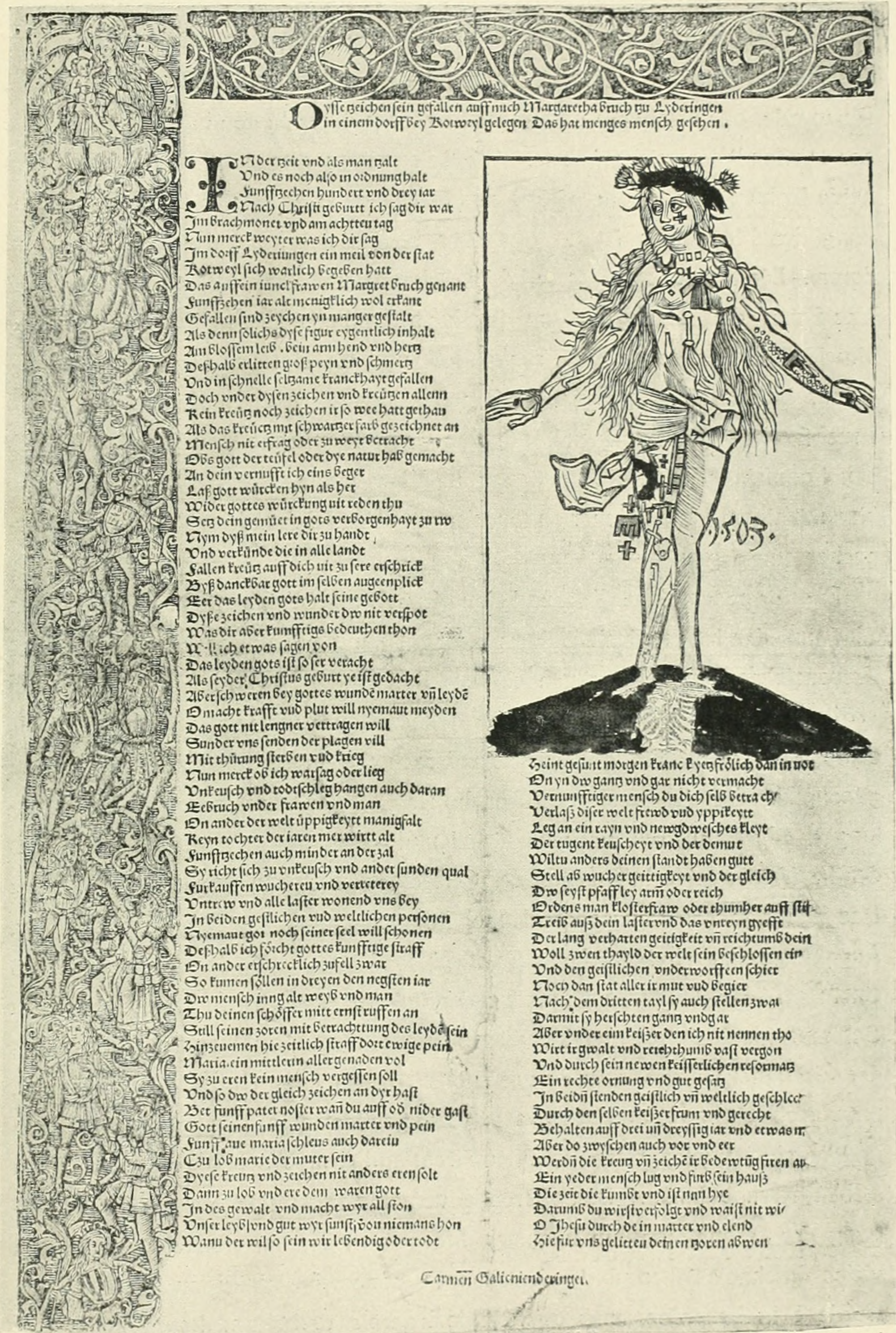
Gedicht von Galienus Entringer über das Wunder von Leidringen

Bei Grabarbeiten in den 1950er-Jahren wurde ein intakter weiblicher Schädel entdeckt, der dem Bauernmädchen Margret Bruch zugeschrieben wird. Bei dem Mädchen sollen im 16. Jahrhundert Stigmata aufgetreten sein, was als „Wunder von Leidringen“ zahlreiche Gläubige in das Dorf gelockt haben soll. Auch nach ihrem Tod soll die Kirche ein viel besuchter Wallfahrtsort geblieben sein.

## Ausstattung
- Spätgotischer Taufstein
- Wandmalereien aus der Renaissance
- Dreisitziges Gestühl aus dem Barock
- Chororgel der Giengener Orgelmanufaktur Gebr. Link aus dem Jahr 1968 mit 15 Registern auf zwei Manualen und Pedal in einem Orgelgehäuse aus dem Rokoko (1789)[2]

## Glocken
Im Turm der Georgskirche hängen vier, teils sehr alte Glocken. Mit der Zeichenglocke von 2008 ergibt sich ein Cis-Dur-Dreiklang mit Sixte ajoutée.
| Nr. | Name                    | Durchmesser | Masse      | Nominal (HT-1⁄16) | Gussjahr  | Glockengießer                      |
| --- | ----------------------- | ----------- | ---------- | ----------------- | --------- | ---------------------------------- |
| 1   | Betglocke               | 1035 mm0    | ca. 700 kg | gis1 −2           | 1411/1440 | Gießhütte Klain, Rottweil          |
| 2   | Kreuz- und Schiedglocke | 890 mm      | 435 kg     | ais1 −5           | 1568      | Friedrich Kesler, Stuttgart        |
| 3   | Zeichenglocke           | 767 mm      | 297 kg     | cis2 +2           | 2008      | Glockengießerei Bachert, Karlsruhe |
| 4   | Taufglocke              | 670 mm      | ca. 210 kg | eis2 +5⁄16        | um 1300   | Hainrich, der Glogner, Rottweil    |